# História das leis de patentes
A história das patentes, e da lei de patentes considera-se geralmente que se iniciou na Itália com o Estatuto de Veneza de 1474, o qual foi emitida pela República de Veneza Se emitiu um decreto pelo qual os novos dispositivos e a actividade inventiva, uma vez que tinham sido postos em prática, tinham que ser comunicados à República para obter protecção jurídica contra os infractores potenciais. O período de protecção era de 10 anos